# NGC 637
NGC 637 este un roi deschis în constelația Cassiopeia. A fost descoperit în 9 noiembrie 1787 de către William Herschel.